# Nati nel 1316
| Questa pagina contiene informazioni ricavate automaticamente dalle voci biografiche con l'ausilio del template Bio e di un bot. L'aggiornamento è periodico e automatico e ricostruisce completamente la pagina. Se manca una persona in questa lista, sei pregato di non aggiungerla, ma accertati piuttosto che la sua voce biografica contenga il template Bio e che i dati anagrafici siano correttamente compilati. Se il template Bio manca, inseriscilo tu stesso o, in alternativa, metti l'avviso {{tmp\|Bio}} che ne segnala la mancanza. Se i dati riportati sono sbagliati, correggi direttamente la voce biografica; le modifiche saranno visibili in questa lista entro pochi giorni. Per chiarimenti vedi il progetto biografie. La lista contiene solo le 15 persone che sono citate nell'enciclopedia e per le quali è stato implementato correttamente il template Bio. Pagina aggiornata al 10 ago 2025. |

- 2 marzo - Roberto II di Scozia, re scozzese († 1390)
- 11 aprile - Édouard de Beaujeu, militare francese († 1351)
- 14 maggio - Carlo IV di Lussemburgo, sovrano († 1378)
- 15 agosto - Giovanni Plantageneto, nobile inglese († 1336)
- 7 novembre - Simeone di Russia, principe russo († 1353)
- 15 novembre - Giovanni I di Francia, re francese († 1316)
- Bianca di Namur, regina († 1363)
- Magnus IV di Svezia, re svedese († 1374)
- Fa Ngum, sovrano laotiano
- Otho Holland, nobile e cavaliere medievale inglese († 1359)
- Bonifacio Lupi, politico e condottiero italiano († 1390)
- Bianca di Valois, nobile francese († 1348)
- John de Beauchamp, I barone Beauchamp, nobile e militare inglese († 1360)
- Guido di Lusignano, cavaliere medievale francese († 1343)
- Alberto di Sassonia, filosofo e vescovo cattolico tedesco († 1390)